# Thomas Lehr
Thomas Lehr (ur. 22 listopada 1957 w Spirze) – niemiecki pisarz, członek Niemieckiego Centrum PEN i Akademii Sztuk w Berlinie, laureat wielu nagród literackich, wielokrotnie nominowany do Niemieckiej Nagrody Książkowej 2017. Dzięki mieszance ekscytującej narracji, refleksji i estetycznej śmiałości w swojej najnowszej powieści Schlafende Sonne autor przełamuje percepcyjne wzorce i czyni literaturę instrumentem poznania.

## Życiorys
Lehr studiował biochemię w latach 1979–1983 w Berlinie Zachodnim. Po studiach pracował jako programista w Bibliotece Uniwersyteckiej Wolnego Uniwersytetu Berlińskiego. Działalność pisarską rozpoczął w 1999 roku. Jego dzieło Nabokovs Katze (1999) zawiera wątki autobiograficzne i opowiada o erotyczno-obsesyjnym stosunku bohatera do jego muzy Camilli.
W powieści Schlafende Sonne autor porusza tematykę niemieckiego stulecia: od I wojny światowej do teraźniejszości. Począwszy od jednego dnia, Thomas Lehr zestawia całe stulecie i projektuje labirynt historii, w którym umieszcza złożone wydarzenia. Wraz z biografią głównej bohaterki, gwiazdy Mileny Sonntag, która dorastała w NRD, Lehr opowiada o przemianach politycznych, estetycznych i naukowych XX wieku. Autor rozprawia o wybuchu wojny w 1914 roku, prześladowaniach Żydów i atakach terrorystycznych, upadku muru berlińskiego i postkomunizmu oraz o tętniącym życiem Berlinie, życiu intelektualnym i duchowym w Getyndze oraz Fryburgu Bryzgowijskim, fenomenologii Husserla, a także o niemieckiej przeszłości i izraelskiej teraźniejszości.
Od 2002 roku Thomas Lehr jest członkiem Niemieckiego Centrum PEN. W maju 2012 roku został członkiem Akademii Sztuk w Berlinie.

## Publikacje
- Zweiwasser oder Die Bibliothek der Gnade. Powieść, Rütten und Loening, Berlin 1993,
- Die Erhörung. Powieść, Aufbau-Verlag, Berlin 1995,
- Nabokovs Katze. Powieść, Aufbau-Verlag, Berlin 1999,
- Frühling. Nowela, Aufbau-Verlag, Berlin 2001,
- 42. Powieść, Aufbau-Verlag, Berlin 2005,
- Tixi Tigerhai und das Geheimnis der Osterinsel. Aufbau-Verlag (Powieść dla dzieci)
- September. Fata Morgana. Powieść, Carl Hanser Verlag, München 2010,
- Größenwahn passt in die kleinste Hütte, Krótkie procesy, Carl Hanser Verlag, München 2012,
- Schlafende Sonne. Powieść, Carl Hanser Verlag, München 2017,

## Nagrody i wyróżnienia
- 1993, 1999, 2001: Förderpreis „Buch des Jahres” des Rheinland-Pfälzischen Schriftstellerverbandes (Nagroda „Książki roku” Związku Pisarzy Nadrenii-Palatynatu)
- 1994: Rauriser Literaturpreis (Literacka Nagroda Rauriser)
- 1994: Mara-Cassens-Preis des Hamburger Literaturhauses für den Ersten Roman (Nagroda Mara-Cassens Literackiego Domu dla pierwszej powieści w Hamburgu)
- 1995: Literatur-Förderpreis Berlin (Berlińska Nagroda Literacka)
- 1996: Literaturpreis des Bezirksverbands Pfalz
- 1999: Martha-Saalfeld-Förderpreis des Bundeslandes Rheinland-Pfalz (Literacka Nagroda kraju związkowego Nadrenia-Palatynat)
- 1999: Rheingau Literatur Preis (Nagroda Literacka Rheingau)
- 2002: Georg-K.-Glaser-Preis des Bundeslandes Rheinland-Pfalz (Nagroda Georg-K.Glaser kraju związkowego Nadrenia-Palatynat)
- 2005: Nominierung des Romans 42 für den Deutschen Buchpreis (Nominacja powieści 42 do Niemieckiej Nagrody Książkowej)
- 2006: Kunstpreis Rheinland-Pfalz (Nagroda Sztuki Nadrenii-Palatynatu)
- 2010: Nominierung des Romans September. Fata Morgana für den Deutschen Buchpreis (Nominacja powieści Semptember. Fata Morgana do Niemieckiej Nagrody Książkowej)
- 2011: Berliner Literaturpreis der Stiftung Preußische Seehandlung (Berlińska Nagroda Literacka)[6]
- 2011/2012: Stadtschreiber von Bergen[7]
- 2012: Marie Luise Kaschnitz-Preis (Nagroda im. Marie Luise Kaschnitz)
- 2015: Joseph-Breitbach-Preis (Nagroda Joseph-Breitbach)
- 2016: Mitglied der Akademie der Wissenschaften und der Literatur (Członek Akademii Nauk i Literatury w Moguncji)[8]
- 2017: Nominierung zum Deutschen Buchpreis mit Schlafende Sonne (Nominacja powieści Schlafende Sonne do Niemieckiej Nagrody Książkowej)